# NWB Betriebswirtschaftliche Beratung
Die NWB Betriebswirtschaftliche Beratung aus dem NWB Verlag ist eine Fachzeitschrift für die Betriebswirtschaftliche Beratung.

## Zielgruppe und Inhalte
Die Fachzeitung richtet sich an Steuer- und Unternehmensberater mit mittelständischen Mandanten. Sie beschäftigt sich mit den Bereichen Betriebswirtschaftliche Auswertung (BWA), Controlling, Kostenrechnung, Bilanzanalyse, Finanzierung, Liquiditätsplanung, Fördermittel, Unternehmensbewertung, Existenzgründung sowie Sanierung. Im Mittelpunkt steht dabei die  Anwendung und Umsetzung der Informationen in die   Beratungspraxis.

## Herausgeber und Lieferumfang
Die NWB Betriebswirtschaftliche Beratung erscheint einmal monatlich in einer Auflage von rund 1.360 Exemplaren (Verlagsangabe) im NWB Verlag, Herne (vormals: Verlag Neue Wirtschafts-Briefe).
Neben der gedruckten Ausgabe erhalten   Abonnenten eine Tablet-Ausgabe der Zeitschrift, den E-Mail-Newsletter sowie einen Zugang zur NWB Datenbank mit zahlreichen direkt einsetzbaren Arbeits- und Umsetzungshilfen wie Berechnungsprogrammen, Mandanten-Merkblättern, Checklisten und Mustern sowie dem Online-Archiv der Zeitschrift.